# 石塚みづき
石塚 みづき（いしづか みづき、1992年6月9日 - ）は、日本の女優である。元アミュレート所属。現在はフリー。

## 略歴
- 幼稚園の頃セントラル事務所に所属
- フリーになり2001年「kiddy」(8歳)で初舞台
- バレエ、HIPHOP、TAP、ジャズ、シアターダンスを習い2001年以降アンサンブルとして毎年舞台に出演
- 2017年、芝居の楽しみを知り小劇場の道へ進む
- 現在もフリーで活動中

## 出演

### 舞台
- 大統領師匠 vol.17「はんなま砦は夜更けまで」（2024年12月）[2]
- VAGUENIGMA Project公演「VAGUENIGMA-the Fates Zero- 三淑女の纒綿ダイアリーズ」（2023年10月）[3]
- Human Market 「Family」 side episode第4弾『KASUGA』（2021年5月）高橋小町 役
- Human Market「Family～shot bar requiem～」（2020年7月）高橋小町 役
- オフィス上の空 朝劇赤阪「笑う、夜の果てにて」（2019年12月 - ）キリコ 役
- 疾駆猿VAGUENIGMAシリーズ2019秋公演「VAGUENIGMA -1977- 日和見垓菜の怪異クエッション【序記】」（2019年11月）伊那岩竟子 役
- 疾駆猿第漆回半公演「VAGUENIGMA -the Fates II-曇烏探偵の調査リポート【熱糸】黒冠木探偵の回帰リアリズム【廻糸】明地京果の不可避システム【交糸】」（2019年11月）犬塚真実 役
- キ上の空論#9「みどり色の水泡にキス」（2019年10月）
- チョコレイト旅団「アンタイトルアンハッピーラブ」（2019年10月）
- 群馬館林 カフェ劇「つつじ伝説」（2019年8月）
- Human Market vol 6「Family～shot bar bebop～」（2019年7月）
- Moratorium Pants 第13回公演「プラヌラ」（2019年6月）ゆり 役
- 疾駆猿第捌回公演「VAGUENIGMA-2005-喪失世代の懐疑レゾンデートル」（2019年5月）犬塚真実 役
- 演劇のろま集団「トランプ(再演)」（2019年3月）ヒロイン・美保 役
- 宮澤志暢プロデュース「たまたま劇団だっただけ」（2019年2月）ナナ / 唯香 役
- produce unit Human Market vol 3「Family3」（2018年9月）高橋小町 役
- 疾駆猿第漆回公演「INTRABORDER」（2018年6月）井辻英 役
- produce unit Human Market vol 2「Family2」（2018年4月）高橋小町 役
- 青春事情 短編集公演「WONDERISE」（2018年2月）
- Moratorium Pants vol.12「君が決めてよ明日のことは」渋谷にある洋服屋 ARTON（2017年11月）ゲスト出演
- 疾駆猿第陸回公演「VAGUENIGMA-1959-鮫崎刑事の受難ス パイラル」（2017年10月）ヒロイン 役
- キ上の空論#7「青の凶器、青の暴力、手と手。この先、」（2017年8月）
- 疾駆猿第伍回半公演「VAGUENIGMA -Wheel of Fortune- 鮫崎刑事の受難スパイラル【怨道】【愚道】【慾道】【恐道】」（2017年6月）霞原霏巫 役
- サンモールスタジオ提携公演 キ上の空論#6「幸福の黄色い10日後」（2017年3月）戸田 役
- 疾駆猿第弐回短期公演「Angry 12 civilians」（2017年2月）第5号 役
- 演劇集団東京ストーリーテラー「泣けない二人に快晴の空が笑った！」（2016年10月）健太 役
- 疾駆猿第伍回公演「VAGUENIGMA -1999-蓮上祈祝礼の夢幻モラトリアム」（2016年6月）犬塚真理 役
- キ上の空論#5「幸福の黄色い放課後」（2016年5月）りえ 役
- ラチェットレンチ#11「BET」（2016年3月）えみ 役
- AmmoVol.2 「ジョルジ・フッチボール・クルーヴィー」（2016年1月）W主演・カミラ 役
- おだずもっこ企画 東北ボランティア公演「こそあど森のクリスマス」（2015年12月6日）シータ 役
- My little Shine＊3「Only Lonely Rose」（2015年11月）仏滅 役
- 劇団ラチェットレンチ「落伍者、改」（2015年9月）赤嶺凛 役
- Beginningプロモーション「英姿颯爽」ヒロイン・川戸小春 役
- ザ・チョンマゲ群団「DONZOKO」（2015年3月）ヒロイン・雪江 役
- スターダムプロモーション「ハルジオン」（2015年2月）ヒロイン・亜紀 役
- スターダムプロモーション「タガタメナルゾ？」（2014年11月）主演
- 南慎介(Ammo)「Lucifer」（2014年10月）
- オフィス・ナカジ 「落ちこぼれヒーロー」（2014年9月）
- スターダムプロモーション「たゆたう」（2014年8月）
- スターダムプロモーション 株式会社ワイアールジャパン「SPLIT DECISION」（2014年6月）
- スターダムプロモーション「ハルジオン」（2014年4月）亜紀 役
- 演劇集団チームトリプルY 2014年2月・10周年記念公演 「空に舞い散る、途方もなくたくさんの羽」（2014年2月）
- アリスインプロジェクト 2013年12月公演「デジタル・ホムンクルス」（2013年12月） 月組・ルート役
- 第3回 TONOGEKI演劇祭 スーパープロジェクト「ハルジオン」（2013年11月）亜紀 役
- ユニット1月11日 presents「ブサイクな彼女」（2013年9月）
- 0120:フリーダイヤル（2013年7月）
- 第六回ルナティック演劇祭 予選 Battle2 芝居家だんす「Dream Box」（2013年5月）ラッキー 役
- Moratorium Pants第4回公演 ぼーくらは、みんなーいーきている〜「ヒカリモノ」（2013年4月）
- アリスインプロジェクト2012 冬「戦国降臨GIRL」（2012年12月）武の組・羽柴秀吉 役
- GIRLS MUSEUM 「Short Sweet Story 〜夏休み編〜」（2012年8月）
- ケイダッシュステージ「コントンクラブ 〜image6〜」（2012年4月）
- 東京俳優市場2011冬 第2話「リサイクルショップ・サンタ」（2011年12月）
- 芝居家だんすプロデュース公演「Dream Box」（2011年11月）ラッキー 役
- TUFF STUFF 「櫻の園」（2011年7月）神奈川潮美 役
- 劇団扉座 「リボンの騎士 〜鷲尾高校演劇部奮闘記〜」（2011年2月）沙知 役
- トライフルエンターテインメント 「コカンセツ!」（2010年8月）
- 下北駅前劇場 「太陽の陽」（2009年9月）みのり 役
- 劇団ひまわり ミュージカル「銀河鉄道の夜」（2008年11月）
- ランドマークタワーイベント「メリークリスマス」（2008年12月・2009年12月）
- 劇団ひまわり ミュージカル「星の王子様」（2007年3月）
- STRAYDOG 「心は孤独なアトム」（2005年7月）幼いトシオ 役
- イマジンミュージカル「アルプスの少女ハイジ」（2004年1月）アンサンブル
- ダンスミュージカルkiddy2001「Live Your Dream」（2001年3月、博品館劇場）
- 大統領師匠vol.16「ノーザンライツvsメキシカンギャング」（2024年2月）[4]

### 映画
- 「デッド・ウォーター」（2018年9月公開、旭正嗣監督）朝倉麻友 役
- 東京フィルムセンター学生作品 短編「きみとぼくのせかい」（2017年2月）主演 ※インディペンデント賞受賞
- 「かがり糸」園田まりあ 役 ※ちちぶ映画祭2014出品作品

### テレビ
- NHK 「とめはねっ！鈴里高校書道部」（2010年1月）紗登子 役

### CM
- 株式会社日新グループ 「森の記憶」（中国・四国地方で放送）

### DVD
- お化け屋敷オバケン ホラーDVD（お化け屋敷内で放映）
- 神奈川県制作 教育DVD 「丘の上のお医者さん〜女性と男性のクリニック〜」声優

### PV
- JVC マルチライブモニターイヤホン
- 武田久実 1st single 「last Dear」声の出演

### WEB
- プリングルズ イケぐいバトルWEBCM 1位獲得

## 雑誌・書籍
- JVCポータブル電源 店頭カタログ（2021年4月発行）パーツモデル
- 石塚みづき 20周年記念写真集 「me'」（2020年12月20日発売）
- ソフトダーツ・バイブル vol.75（2019年3月27日発売）
- 軽キャンパーfan（2018年3月29日発売）表紙・巻頭カラーページ
- 1stフォトブック「みづき」（2016年10月31日発売）
- 雑誌 soup 1月号（2016年）スナップ
- フリーペーパー 「横浜美少女図鑑」
- オリコン・エンタテインメント 「月刊デビュー」（2011年6月号・2010年6月号・2009年9月号）